# رورموس
رورموس (به آلمانی: Röhrmoos) یک شهر در آلمان است که در ناحیه داخاو واقع شده‌است.

## خصوصیات
رورموس ۳۱٫۷۴ کیلومترمربع مساحت دارد ۵۰۵ متر بالاتر از سطح دریا واقع شده‌است.